# Municipio Bolívar (Sucre)
Bolívar es uno de los quince municipios que conforman al Estado Sucre. Su capital es Marigüitar, fundado por el padre torre de los negros bajo el nombre de Inmaculada Concepción de Marigüitar, este municipio se ubica al oeste del estado Sucre, sobre el golfo de Cariaco. Posee 211 km² , y según el censo de 2006, una población de 21 886 habitantes, y sus límites son por el este con el Municipio Mejía, por el sur con el Municipio Montes y por el oeste con el Municipio Sucre.

## Historia
En 1629 se produjo un evento sísmico en Cumaná que también afecto el área. La localidad se fundó en el año de 1713 y en 1783 cuando pasó a ser un pueblo de misioneros. El 9 de julio de 1997 se produjo un importante terremoto en el área con una magnitud de 6,9 grados en la escala de Richter que causó importantes daños a Mariguitar.

## Geografía
Situada en la costa sur del Golfo de Cariaco, a 3 metros de altitud, capital del Municipio Bolívar, a los márgenes del río Marigüitar, se comunica por el golfo de Cariaco. Está ubicado al Este del Estado Sucre, frente a las costas del Golfo de Cariaco en sentido Norte, por el Este con el Municipio Mejía y el Este del Municipio Sucre. 
Las actividades económicas de este municipio la constituye, principalmente el sector pesquero y agrícola, la cual mantiene a un importante sector de la población.
Límites: al norte el golfo de Cariaco, este con el municipio Mejía, sur con el municipio Montes y oeste con el municipio Sucre.
Centros poblados: Marigüitar (capital), Guaracayar, Güirintar - Carenero, La Soledad, Sotillo, La chica, Golindano, Petare.
Acceso terrestre, desde Cumaná y San Antonio del Golfo por la Troncal 09. Distancia desde Cumaná: 31 km. 

### Parroquias
1. Parroquia Marigüitar

## Economía
La actividad turística cuenta con algunos complejos hoteleros, posadas y una variada oferta gastronómica autóctona, que ha atraído a un considerable número de turistas nacionales e internacionales, cautivados por sus hermosas playas y paisajes naturales. Este rincón del oriente venezolano se consolida como una localidad en proceso de desarrollo turístico, donde los visitantes pueden encontrar descanso, alegría, esparcimiento y, sobre todo, la hospitalidad y calidez de su gente, que trabaja con compromiso en el presente y con el deseo de construir un mejor futuro.

## Política y gobierno

### Alcaldes
| Período     | Alcalde               | Partido político / Alianza | % de votos | Notas |
| ----------- | --------------------- | -------------------------- | ---------- | --- |
| 1989 - 1992 | Manuel Neptalí Yendiz | AD                         | 56,30      | Primer alcalde bajo elecciones directas |
| 1992 - 1995 | Manuel Neptalí Yendiz | AD                         | 42,25      | Reelecto |
| 1995 - 2000 | Héctor García         | COPEI                      | -          | Segundo alcalde bajo elecciones directas (se realizaron elecciones generales adelantadas en el 2000 debido a la aprobación de la Constitución de 1999) |
| 2000 - 2004 | Héctor García         | IPCN                       | 39,84      | Reelecto |
| 2004 - 2008 | Héctor García         | IPCN                       | 51,69      | Reelecto |
| 2008 - 2013 | Carmen Villegas       | PSUV                       | 46,39      | Tercer alcalde bajo elecciones directas (se postergan 1 año las elecciones municipales pautadas para finales del 2012)                                 |
| 2013 - 2017 | Luis Daniel Cabeza    | VP MUD                     | 50,25      | Cuarto alcalde bajo elecciones directas |
| 2017 - 2021 | Héctor Frontado       | PSUV                       | 79,73      | Quinto alcalde bajo elecciones directas |
| 2021 - 2025 | Héctor Frontado       | PSUV                       | 72,38      | Reelecto |

### Concejo municipal
Período 1989 - 1992
| Concejales:          | Partido político / Alianza |
| -------------------- | -------------------------- |
| César García Sánchez | AD                         |
| Otilia Marcano       | AD                         |
| Luis Daniel Cabeza   | AD                         |
| Edgar Sanchez        | AD                         |
| Santos Marcano       | AD                         |
| José Eugenio Mejías  | COPEI                      |
| Venancio Urretia     | MEP                        |

Período 1992 - 1995
| Concejales:         | Partido político / Alianza |
| ------------------- | -------------------------- |
| Otilia Marcano      | AD                         |
| Edgar Sánchez       | AD                         |
| Alberto Cabeza      | AD                         |
| Jesús Rivas         | AD                         |
| Luis Ramón Boada    | COPEI                      |
| José Eugenio Mejias | COPEI                      |
| Geronimo Yendiz     | COPEI                      |

Período 1995 - 2000
| Concejales:         | Partido político / Alianza |
| ------------------- | -------------------------- |
| Luis Ramon Boada    | COPEI                      |
| José Luis Rapozo    | COPEI                      |
| Vestalia Palomo     | COPEI                      |
| Modesto Gómez       | MAS                        |
| Jesus Heredia       | MAS                        |
| Santos Marcano      | AD                         |
| Alberto Luis Cabeza | AD                         |

Período 2013 - 2018
| Concejales        | Partido político / Alianza |
| ----------------- | -------------------------- |
| Jesús Sánchez     | MUD                        |
| José Mejias       | MUD                        |
| Rafael Hernández  | MUD                        |
| Saul Silva        | MUD                        |
| Santos Marcano    | MUD                        |
| Westalia Palomo   | MUD                        |
| Francisco Salazar | PSUV                       |

Período 2018 - 2021
| Concejales         | Partido político / Alianza |
| ------------------ | -------------------------- |
| Maria Yendez       | PSUV                       |
| Enrique Prada      | PSUV                       |
| Evangelina Márquez | PSUV                       |
| Javier Martínez    | PSUV                       |
| Yaritza Morillo    | PSUV                       |
| Delvis Herrera     | PSUV                       |
| Josefina López     | PSUV                       |

Período 2021 - 2025
| Concejales      | Partido político / Alianza |
| --------------- | -------------------------- |
| Angel Rengel    | PSUV                       |
| Luis Rivero     | PSUV                       |
| Jennifer Correa | PSUV                       |
| Sara Marquez    | PSUV                       |
| Pablo Peinado   | PSUV                       |
| Jose Vivenes    | PSUV                       |
| Angel Ramos     | MUD                        |